# Sean Flynn (ciclista)
Sean Flynn (Edimburgo, 2 marzo 2000) è un ciclista su strada, ciclocrossista e mountain biker britannico che corre per il Team Picnic PostNL.

## Palmarès

### Strada
- 2022 (Swiss Racing Academy, una vittoria)

1ª tappa Istrian Spring Trophy (Parenzo > Fontane)

#### Altri successi
- 2023 (Team DSM)

1ª tappa Vuelta a España (Barcellona, cronosquadre)
- 2024 (Team dsm-firmenich PostNL)

1ª tappa Giro di Danimarca (Holstebro, cronosquadre)

### Cross
- 2017-2018 (Juniores)

2ª prova National Trophy Series Junior, (Abergavenny)
Campionati britannici, Junior

### Mountain biking
- 2018 (Juniores)

Campionati britannici, Cross country Junior

## Piazzamenti

### Grandi Giri
- Tour de France

2025: 134º
- Vuelta a España

2023: 116º

### Classiche monumento
- Milano-Sanremo

2025: 93º
- Giro delle Fiandre

2025: 74º
- Parigi-Roubaix

2025: 106º
- Liegi-Bastogne-Liegi

2023: ritirato

### Competizioni mondiali
- Campionati del mondo su strada

Wollongong 2022 - In linea Under-23: 48º
- Campionati del mondo di ciclocross

Valkenburg 2018 - Junior: 33º
- Campionati del mondo di mountain bike

Austria 2020 - Team Relay: 5º

### Competizioni europee
- Campionati europei su strada

Drenthe 2023 - Gara in linea: 32º
- Campionati europei di ciclocross

Tábor 2017 - Junior: 6º
- Campionati europei di mountain bike

Austria 2018 - Team Relay: 8º